# Małgorzata Janowska (polityk)
Małgorzata Monika Janowska z domu Juszkiewicz (ur. 29 stycznia 1977 w Zgorzelcu) – polska księgowa i polityk, posłanka na Sejm VIII i IX kadencji.

## Życiorys
W 1999 ukończyła studia licencjackie z zakresu zarządzania i marketingu oraz bankowości w Wyższej Szkole Marketingu i Biznesu w Łodzi, a w 2001 studia magisterskie z zakresu zdrowia publicznego, zarządzania i marketingu w służbie zdrowia w łódzkiej Wojskowej Akademii Medycznej. Pracowała w zakładzie energetycznym PGE GIEK na stanowisku specjalisty ds. rachunkowości oraz jako dyrektor oddziału w jednym z banków w Piotrkowie Trybunalskim.
Działa w Ruchu Obywatelskim na rzecz Jednomandatowych Okręgów Wyborczych oraz bełchatowskim stowarzyszeniu „Razem”. Śpiewa w chórze parafialnym A’capella. W wyborach samorządowych w 2014 bezskutecznie kandydowała do rady miasta Bełchatowa z Komitetu Wyborczego Wyborców Razem Jarosława Brózdy. W wyborach parlamentarnych w 2015 bezskutecznie kandydowała do Sejmu z drugiego miejsca na liście Kukiz’15 w okręgu nr 10 (jako bezpartyjna). Zdobyła 2877 głosów, co dało jej drugi wynik na liście. Mandat poselski objęła 8 lutego 2017, zastępując Rafała Wójcikowskiego, który zginął w wypadku drogowym. Nie weszła w skład klubu poselskiego Kukiz’15 i została posłem niezrzeszonym, jednak kilkanaście dni później współtworzyła koło poselskie „Republikanów”. We wrześniu 2017 zaangażowała się w tworzenie Partii Republikańskiej (Anny Siarkowskiej), przystępując jednocześnie w Sejmie do klubu parlamentarnego Prawa i Sprawiedliwości. 20 lipca 2018 została członkiem komisji śledczej ds. wyłudzeń VAT. W Sejmie podjęła także pracę m.in. w Komisji do Spraw Energii i Skarbu Państwa oraz Komisji Spraw Zagranicznych. W końcówce kadencji przystąpiła do PiS.
W wyborach w 2019 z powodzeniem ubiegała się o poselską reelekcję, otrzymując 11 599 głosów. 25 czerwca 2021 wystąpiła z PiS i klubu parlamentarnego tej partii, współtworząc koło poselskie Wybór Polska, którego została przewodniczącą; koło to uległo rozwiązaniu w lipcu 2021. W tym samym miesiącu Małgorzata Janowska dołączyła do koła Polskie Sprawy, a kilka dni później przeszła do Partii Republikańskiej Adama Bielana, powracając do KP PiS. W grudniu tegoż roku zatrudniona na stanowisku dyrektora ekonomiczno-finansowego w Elektrowni Bełchatów, które zajmowała do 2024.
W wyborach parlamentarnych 2023 wystartowała jako kandydatka komitetu Polska Jest Jedna do Senatu w okręgu nr 28, nie uzyskała jednak mandatu senatora.

## Życie prywatne
Jest mężatką, ma dwoje dzieci.